# 中華民國基本工資
臺灣地區的最低工資制度依據《最低工資法》、《勞動基準法》及《基本工資審議辦法》，於每年第三季由中華民國勞動部邀請各界人士組成「基本工資審議委員會」進行審議，如會中決議調整，則將結果交由行政院核定公告後實施。現行最低工資為月薪新臺幣28,590元、時薪新臺幣190元，2025年1月1日實施。

## 基本工資歷史

### 中國大陸時期
1930年，中華民國國民政府批准國際勞工組織《釐定最低工資機構公約》。1936年12月23日，國民政府公布《最低工資法》，法規定成年工資以維持其本身足以供給無工作能力親屬二人之必要生活為準。然而隔年中國抗日戰爭爆發而未能實施。

### 台灣時期
國民政府遷台後，由於當時《最低工資法》所定標準稍高，且當時工業正起步，政府因此未施行《最低工資法》。
1955年11月，時任中華民國總統兼中國國民黨總裁蔣中正在中國國民黨黨內會議上指示每月所得不足300元者，應予改善。隔年（1956年）初，訂定基本工資為每月300元。
1968年，行政院發佈《基本工資暫行辦法》，將基本工資定為每月新臺幣600元，是中華民國政府首次以法規命令規定全國性的最低工資。
1984年實施的《勞動基準法》第21條規定：「工資由勞僱雙方議定之。但不得低於基本工資。」1986年11月21日，中華民國立法院廢止1936年12月11日在大陸制定，12月23日公布，但施行日期一直沒有以命令定之的《最低工資法》23條，1986年12月3日總統公布廢止。
1988年，行政院勞工委員會通過《基本工資審議辦法》之後，制定基本工資的相關政策，並開始逐年審議調整。
1997年，調整至每月新臺幣15,840元過後，因亞洲金融風暴、產業大量外移等影響，至2007年為止，曾近十年不調整基本工資。2007年，在勞工團體的抗議與訴求之下，時任勞委會主委李應元表態「支持調漲」基本工資，決定在當年7月1日將基本工資調漲9%至17280元、時薪納入假日工時制，從66元大幅上升至95元，這也是陳水扁政府任內唯一一次調漲基本薪資。
2008年，馬英九政府上台後，因遭遇全球金融風暴，台灣經濟不景氣，許多企業祭出無薪假因應，基本工資的調整也就無望。2010年，時任行政院勞工委員會部長王如玄表示，因為每年的基本工資審議都造成嚴重的勞資對立，因此將基本工資審議委員會的審議成員的組成由原本的官方占多數情況，改由勞、資、政三方各7位代表議決，並將會議結果上呈行政院，由行政院核定公告後實施。2014年8月29日，勞動部宣佈基本工資審議委員會，將改為每季召開一次，並成立專案小組，除了勞資雙方、委員外，亦將各推派專家學者，針對當前經濟情勢交換意見。勞動部長陳雄文表示，將修改「基本工資審議辦法」規定，增訂設置專案小組，基本工資審議委員會的專案小組，則類似「智庫」角色。
2018年11月29日，在蔡英文政府上台兩年後，勞動部預告《最低工資法》草案。並說明中華民國對於勞工工資最低標準之保障雖以「基本工資」名之，實與世界各國所定之「最低工資」無異。為使最低工資制度能夠提升到位階較高的法律位階，強化審議程序，並將最低工資所需參考的社會、經濟指標入法，保障勞工權益，因此制定該法。然而，在行政院公佈草案後，直到2023年10月，才排入立法院審議。
2023年12月12日，《最低工資法》於立法院三讀通過。27日總統公布全文19條，29日行政院宣佈《最低工資法》將於2024年1月1日正式實施。2024年1月1日，《最低工資法》正式實施。

## 基本工資審議

### 馬英九時期
- 2012年8月9日，基本工資審議委員會召開委員會議，時值遭逢歐債危機、中國大陸經濟成長減緩，導致臺灣出口產值下滑，但物價卻仍持續上升，為此次審議增添爭議性，工商團體亦是事隔3年後再次反對調整基本工資[16]。原決議基本工資調幅為1.42％（月薪制），為每月19,047元新臺幣，每小時109元新臺幣[17]，但此後上呈至行政院時，遭到院會以經濟前景不明為由拒絕提案，這是自1968年之後，行政院首次拒絕基本工資審議委員會提出的基本薪資。
- 2012年9月26日，行政院長陳冲決議，2013年1月1日起，如期調漲時薪至新臺幣109元，而月薪制則暫緩調漲，維持每月18,780元，並提出經濟成長率須連兩季大於3%，以及失業率低於4%的兩項附帶條件。[18]而時任勞委會主委王如玄，也因此請辭獲准。
- 2013年4月1日，行政院長江宜樺批示勞委會提出的基本工資調漲案，並於4月2日宣布，月薪制基本工資從4月1日開始，調整至每月19,047元新臺幣。[19]
- 2013年8月28日，勞委會召開第26次基本工資審議委員會。共識決議每小時基本工資自2014年元旦起，從109元調整至115元。每月基本工資自2014年7月1日起從19047元調整至19273元，並於9月24日由行政院長江宜樺審核通過。由於政府方面希望避免年度基本工資審議造成的勞資爭端，因此在2014年元旦開始，也設下「消費者物價指數年增率」累計達（含）3%以上，才能再度召開基本工資審議會的門檻。[20]
- 2014年7月，行政院穩定物價小組關注的17項重要民生物資前七月平均5.18%、7月單月年增率6.11%，今年以來經濟和社會情勢已有變化，8月22日新任勞動部長陳雄文上任[21]，於8月25日召開基本工資審議委員會。如無調整不排除企業加稅[22]。
- 2014年8月25日，基本工資審議委員會7名資方委員拒絕出席，包括中華民國全國工業總會監事蔡穗、中華民國工商協進會理事張宏嘉、中華民國工業協進會監事余玉枝、中華民國全國中小企業總會理事鍾淑玲、中華民國工業區廠商聯合總會理事廉蕙琦、中華民國商業總會副秘書長劉恆元、臺灣區電機電子工業同業公會副理事長鄭富雄，資方代表只派兩位代表列席，創下基本工資審議委員會首例，此舉當時也造成社會大眾普遍反感。[23]
- 2014年8月29日，勞動部長陳雄文率領資方代表－全國工業總會監事蔡穗，以及勞方代表－臺灣總工會策略委員會委員邱創田共同召開記者會。月薪將從新臺幣19,273元上調至20,008元、調幅3.81%；時薪則從115元調高為120元，於2015年7月實施。
- 2014年9月3日，行政院核定。另外，達成三個月內成立工作小組及每季開會一次研議基本工資相關事宜的共識[24]。

### 蔡英文時期
- 2016年9月19日，時薪調整為126元，並於2016年10月1日起實施[25]。
- 2016年9月19日，月薪調至21,009元，時薪調整為133元，並於2017年1月1日起實施[25]。
- 2017年9月6日，月薪調至22,000元，時薪調整為140元，並於2018年1月1日起實施[25]。
- 2018年8月16日，月薪調至23,100元，時薪調整為150元，並於2019年1月1日起實施[26][27][28]。
- 2019年8月14日，月薪調整為23,800元，時薪調整為158元，並於2020年1月1日起實施[29]。
- 2020年8月18日，月薪調整為24,000元，時薪調整為160元，並於2021年1月1日起實施[30]。
- 2021年10月8日，月薪調整為25,250元，時薪調整為168元，並於2022年1月1日起實施[31]。
- 2022年9月1日，月薪調整為26,400元，時薪調整為176元，並於2023年1月1日起實施[32]。
- 2023年9月8日，月薪調整為27,470元，時薪調整為183元，並於2024年1月1日起實施[33]。

### 賴清德時期
- 2024年9月4日，月薪調整為28,590元，時薪調整為190元，並於2025年1月1日起實施[34]。

## 調整歷史
參考中華民國勞動部公告資料。
| 發布日期       | 實施日期       | 月薪     | 漲幅   | 日薪  | 時薪   | 漲幅   | 備註                                                                                      |
| -------------- | -------------- | -------- | ------ | ----- | ------ | ------ | ----------------------------------------------------------------------------------------- |
| 1956年         | －             | 300元    |        | －    | －     |        |                                                                                           |
| 1964年         | －             | 450元    | 50%    | －    | －     |        |                                                                                           |
| 1968年3月16日  | －             | 600元    | 33.3%  | 20元  | －     |        | 發布「基本工資暫行辦法」                                                                  |
| 1978年11月29日 | 1978年12月1日  | 2,400元  | 300%   | 80元  | －     |        |                                                                                           |
| 1980年4月29日  | 1980年5月1日   | 3,300元  | 37.5%  | 110元 | －     |        |                                                                                           |
| 1983年4月29日  | 1983年5月1日   | 5,700元  | 72.7%  | 190元 | －     |        |                                                                                           |
| 1984年6月14日  | 1984年7月1日   | 6,150元  | 7.89%  | 205元 | －     |        | 同月「勞動基準法」正式實施                                                                |
| 1986年10月27日 | 1986年11月1日  | 6,900元  | 12.2%  | 230元 | －     |        |                                                                                           |
| 1988年6月28日  | 1988年7月1日   | 8,130元  | 17.8%  | 271元 | －     |        | 通過「基本工資審議辦法」                                                                  |
| 1989年6月26日  | 1989年7月1日   | 8,820元  | 8.49%  | 294元 | －     |        |                                                                                           |
| 1990年7月25日  | 1990年8月1日   | 9,750元  | 10.54% | 325元 | －     | 10.54% |                                                                                           |
| 1991年8月1日   | 1991年8月1日   | 11,040元 | 13.23% | 368元 | －     | 13.23% |                                                                                           |
| 1992年8月13日  | 1992年8月1日   | 12,365元 | 12%    | 412元 | 51.5元 | 11.96% | (1)因引發爭論，遲至8月13日定案，並追溯至8月1日 (2)時薪制首次導入實施                      |
| 1993年8月13日  | 1993年8月16日  | 13,350元 | 7.97%  | 445元 | 55.5元 | 7.77%  |                                                                                           |
| 1994年8月19日  | 1994年8月20日  | 14,010元 | 4.94%  | 467元 | 58.5元 | 5.41%  |                                                                                           |
| 1995年7月17日  | 1995年8月1日   | 14,880元 | 6.21%  | 496元 | 62元   | 5.98%  |                                                                                           |
| 1996年8月31日  | 1996年9月1日   | 15,360元 | 3.23%  | 512元 | 64元   | 3.13%  |                                                                                           |
| 1997年10月16日 | 1997年10月16日 | 15,840元 | 3.13%  | 528元 | 66元   | 3.12%  |                                                                                           |
| 2007年6月8日   | 2007年7月1日   | 17,280元 | 9.09%  | －    | 95元   | 43.94% | (1) 時薪制與月薪制首度分級調整 (2) 日薪此後並無明文法律規定，但仍依日工作時數乘上時薪計算 |
| 2010年9月29日  | 2011年1月1日   | 17,880元 | 3.47%  | －    | 98元   | 3.16%  | 重啟基本工資審議後首度調整                                                                |
| 2011年9月6日   | 2012年1月1日   | 18,780元 | 5.03%  | －    | 103元  | 5.10%  |                                                                                           |
| 2012年10月16日 | 2013年1月1日   | 18,780元 | 0%     | －    | 109元  | 5.82%  | 首度遭行政院會拒絕審議會提案，並首度緩漲                                                  |
| 2013年4月2日   | 2013年4月1日   | 19,047元 | 1.42%  | －    | 109元  | 0%     |                                                                                           |
| 2013年10月16日 | 2014年1月1日   | 19,047元 | 0%     | －    | 115元  | 5.50%  | 設立「物價指數累積增幅達3%，才能再度召開審議會」門檻。目前已不再實施。                    |
| 2013年10月16日 | 2014年7月1日   | 19,273元 | 1.19%  | －    | 115元  | 0%     |                                                                                           |
| 2014年9月15日  | 2015年7月1日   | 20,008元 | 3.81%  | －    | 120元  | 4.35%  |                                                                                           |
| 2016年9月19日  | 2016年10月1日  | 20,008元 | 0%     | －    | 126元  | 5%     | 時薪制反映週工時40小時制實施後的影響                                                      |
| 2016年9月19日  | 2017年1月1日   | 21,009元 | 5%     | －    | 133元  | 5.56%  |                                                                                           |
| 2017年9月6日   | 2018年1月1日   | 22,000元 | 4.72%  | －    | 140元  | 5.26%  |                                                                                           |
| 2018年9月5日   | 2019年1月1日   | 23,100元 | 5%     | －    | 150元  | 7.14%  |                                                                                           |
| 2019年8月19日  | 2020年1月1日   | 23,800元 | 3.03%  | －    | 158元  | 5.33%  |                                                                                           |
| 2020年8月18日  | 2021年1月1日   | 24,000元 | 0.84%  | －    | 160元  | 1.26%  |                                                                                           |
| 2021年10月8日  | 2022年1月1日   | 25,250元 | 5.21%  | －    | 168元  | 5.00%  |                                                                                           |
| 2022年9月1日   | 2023年1月1日   | 26,400元 | 4.55%  | －    | 176元  | 4.76%  |                                                                                           |
| 2023年9月8日   | 2024年1月1日   | 27,470元 | 4.05%  | －    | 183元  | 4.00%  |                                                                                           |
| 2024年9月4日   | 2025年1月1日   | 28,590元 | 4.08%  | －    | 190元  | 3.80%  |                                                                                           |

## 外部連結
- 中華民國勞動部 基本工資之制訂與調整經過（页面存档备份，存于）
- 中華民國統計資訊網 消費者物價指數年增率 (%)（页面存档备份，存于）